# NoPhone
Das NoPhone (englisch für etwa kein Telefon) ist eine Smartphone-Attrappe, die über keine technischen Funktionen verfügt. Das Produkt ist seit Ende 2014 erhältlich.

## Beschreibung
Das NoPhone besteht aus einer Kunststoffscheibe mit den gleichen Maßen und dem gleichen Aussehen wie ein 5,5-Zoll-Smartphone. Der Preis für ein einfaches „Gerät“ liegt bei etwa 12 Dollar. Darüber hinaus gibt es weitere Versionen, wie eine „Selfie“-Ausgabe, die einen Spiegel anstelle eines Displays aufweist.

## Idee
Nach Aussage der Entwickler entstand die Idee im Rahmen eines Barbesuchs, als auffiel, dass sich die Gäste mehr mit ihren Smartphones als mit ihren Mitmenschen beschäftigten. Ursprünglich eher als Satire gedacht, soll das NoPhone Smartphone-Abhängigen helfen, sich von ihrer Sucht zu befreien, indem sie zwar die Funktionen des Gerätes nicht nutzen können, aber weiterhin das Gefühl haben, ein Smartphone in der Hand zu halten.

## Finanzierungsmodell: Crowdfunding
Entwickelt wurde das NoPhone von The NoPhone Team aus New York. Zur Finanzierung wurde eine Crowdfunding-Kampagne auf der Plattform Kickstarter eingesetzt. Erforderlich waren 5000 US-Dollar, es kamen jedoch unter Beteiligung von 915 Personen binnen eines Monats mehr als 18.000 Dollar zusammen.